# آلبرتو تالگالی
آلبرتو تالگالی (انگلیسی: Alberto Talegalli؛ ‏ ۲ اکتبر ۱۹۱۳ – ۱۷ ژوئیهٔ ۱۹۶۱) بازیگر اهل ایتالیا بود.
از فیلم‌هایی که وی در آن نقش داشته‌است، می‌توان به ترانه عاشقانه، سه غریبه در رم، دو شب با کلئوپاترا، پشت درهای بسته، و کشور زنگ‌ها اشاره کرد.